# Кантемирівка
Кантеми́рівка — село в Україні, у Чутівській селищній громаді Полтавського району Полтавської області. Населення становить 177 осіб. Орган місцевого самоврядування — Чутівська селищна рада.

## Географія
Село Кантемирівка знаходиться за 2,5 км від правого берега річки Коломак, на відстані 1,5 км від села Водяне. По селу протікає пересихаючий струмок з загатою.

## Історія
12 червня 2020 року, відповідно до розпорядження Кабінету Міністрів України № 721-р «Про визначення адміністративних центрів та затвердження територій територіальних громад Полтавської області», село увійшло до складу Чутівської селищної громади.
19 липня 2020 року, в результаті адміністративно — територіальної реформи та ліквідації Чутівського району, село увійшло до складу новоутвореного Полтавського району.
22 червня 2023 року рішенням Національної комісії зі стандартів державної мови віднесено до списку населених пунктів, які «можуть не відповідати лексичним нормам української мови», зокрема стосуватися «російської імперської чи колоніальної політики». Громаді рекомендовано запропонувати нову назву в установленому законодавством порядку.

## Люди
В селі народився Дальський Мамонт Вікторович (1865—1918) — російський актор.